# あかつき教育図書
あかつき教育図書株式会社（あかつききょういくとしょ）は、日本の出版社。教科書、教材、教育関連書籍の出版を中心とする。
前身は暁教育図書株式会社（あかつききょういくとしょ、Akatsuki Kyoiku Tosho. Corporation.）で、1995年に廣済堂（現：広済堂ホールディングス）グループに入り、2008年には廣済堂出版と合併して廣済堂あかつき株式会社に社名を変更した。2011年に廣済堂出版は分社化、2021年に廣済堂は廣済堂あかつきの全株式を個人へ譲渡した。2021年10月に現商号に変更。

## 歴史・概要

### 暁教育図書
1947年（昭和22年）8月、暁教材社（あかつききょうざいしゃ）の名前で坪田五雄によって長野県松本市において創業。同年10月、学習参考書を手がけるため出版業へ進出（ここを創業とする場合もある）。
1948年（昭和23年）8月に株式会社へ改組し、1950年（昭和25年）6月に暁教育図書株式会社へ社名変更。1955年（昭和30年）8月、東京都千代田区へ本社移転。
1960年（昭和35年）4月に暁教育研究所を設立。1961年（昭和36年）4月に検定教科書事業へ進出。1962年（昭和37年）9月に日本図書発送株式会社を設立。その後、1965年（昭和40年）5月の一般書籍・レコードを皮切りに、1971年（昭和46年）10月の家庭用教育機器・教材、1982年（昭和57年）11月の高校教材、1984年（昭和59年）10月のビデオ教材と、様々な事業へ進出した。編集事業部により自費出版も手掛けていた。
1990年（平成2年）5月に東京都練馬区へ本社移転。

### 廣済堂グループ入り
1995年（平成7年）7月、廣済堂印刷（後の廣済堂、現・広済堂ホールディングス）傘下で新しい法人を設立（社名は同じ）。1998年（平成10年）10月に日本図書発送株式会社を合併。2001年（平成13年）8月に流通部門をアウトソーシング化。2005年（平成17年）福岡県福岡市に西日本支社を設立。

### 廣済堂出版との合併→分離
2008年（平成20年）10月1日、廣済堂出版と合併し、廣済堂あかつき株式会社に社名変更した（存続会社は暁教育図書）。
合併後は、一般向けの雑誌・書籍を扱う「出版事業部」と旧：暁教育図書を引き継ぎ学校図書教材や教育関連書籍などを扱う「教育図書事業部」の二つを運営。
「廣済堂出版」の名前は出版事業部の通称として引き継がれた。また、出版事業部では、映像ソフトの発売やデジタルコンテンツの配信も行っていた。
2009年（平成21年）7月に、東京都港区芝へ本社移転。
2011年（平成23年）10月、出版事業部が分離され新たな株式会社廣済堂出版を設立。

### 廣済堂グループから独立
少子化の影響などにより、親会社である廣済堂は2021年（令和3年）5月14日に、同日付で廣済堂あかつき全株式を個人（氏名は非公表）へ譲渡した事を発表。2019年9月30日に株式会社廣済堂出版の全株式も国内の個人に売却していたため、これにより、廣済堂グループは出版業から撤退することとなった。
同年10月に、あかつき教育図書株式会社に社名変更した。

## 本社・事業所
本社
東京都新宿区下落合1-6-1 宮村ビル２階
西日本支社
福岡県福岡市博多区竹丘町1-4-3 南福岡パークホームズ1階

## 主な出版物

### 教育図書事業部
- 整理と研究
- ま★ナビシステム
- マイ・コーザ
- 中学生の道徳
- 図解中学体育
- 心のノート

#### 暁教育図書の出版物
※ シリーズないしはレーベルとして発行されたものを列記する。
- 家庭教育講座
- 家庭百科大事典
- 現代教養百科事典
- 母と子の楽しい学習シリーズ
  - ことばのほん
  - さんすうのほん
- 母と子の学習シリーズ
  - 社会のかんさつ
  - よいこのさんすう
- 少年少女世界の文学
- 昭和日本史
- 新学習大百科
- 人物探訪・日本の歴史
- コミグラフィック（コミックグラフィック）

教養漫画本のシリーズ。
- ズームイン日本
- 日本発見

1980年代に発行していたムックシリーズ。